# Film sudcoreani proposti per l'Oscar al miglior film straniero
La Corea del Sud propone film da candidare al Premio Oscar nella categoria miglior film in lingua straniera dal 1962. Il riconoscimento è assegnato annualmente dall'Academy of Motion Picture Arts and Sciences a un lungometraggio prodotto al di fuori degli Stati Uniti che contiene prevalentemente dialoghi non in inglese. La proposta sudcoreana viene scelta annualmente da un comitato speciale del Korean Film Council.
Nell'edizione 2019 Burning di Lee Chang-dong è stato il primo film sudcoreano a superare la prima selezione, ma non è arrivato ad essere selezionato per la cinquina finale.
L'anno successivo Parasite di Bong Joon-ho è stato non solo il primo film sudcoreano ad essere nominato e a vincere nella categoria di miglior film straniero, ma anche il primo film non in lingua inglese ad imporsi come miglior film, oltre a vincere altri due Oscar (regia e sceneggiatura originale) su sei nomination complessive.

## Elenco
| Anno | Film | Regia           | Risultato     |
| ---- | --- | --------------- | ------------- |
| 1963 | Sarangbang sonnimgwa eomeoni (사랑방 손님과 어머니?)                                                                                     | Shin Sang-ok    | Non candidato |
| 1965 | Beong-eori samnyong (벙어리 삼용?) | Shin Sang-ok    | Non candidato |
| 1967 | Ssal (쌀?) | Shin Sang-ok    | Non candidato |
| 1969 | Ka-in-ui huye (카인의 후예?) | Yu Hyun-mok     | Non candidato |
| 1970 | Dok jinneun neulg-euni (독 짓는 늙은이?)                                                                                                 | Choi Ha-won     | Non candidato |
| 1974 | Biryeon-ui beong-eori sam-yong (비련의 벙어리 삼용?)                                                                                     | Byun Jang-ho    | Non candidato |
| 1985 | Yeo-in janhoksa mulle-ya mulle-ya (여인잔혹사 물레야 물레야?)                                                                            | Lee Doo-yong    | Non candidato |
| 1986 | Eo-udong (어우동?) | Lee Jang-ho     | Non candidato |
| 1987 | Naesi (내시?) | Lee Doo-yong    | Non candidato |
| 1991 | Mayumi (마유미?) | Shin Sang-ok    | Non candidato |
| 1995 | Hollywood Kid-ui saeng-ae (헐리우드 키드의 생애?)                                                                                        | Chung Ji-young  | Non candidato |
| 1996 | 301, 302 | Park Chul-soo   | Non candidato |
| 2001 | Chunhyangdyeon (춘향뎐?) | Im Kwon-taek    | Non candidato |
| 2003 | Oasis (오아시스?) | Lee Chang-dong  | Non candidato |
| 2004 | Primavera, estate, autunno, inverno... e ancora primavera (봄, 여름, 가을, 겨울 그리고 봄?, Bom, yeoreum, ga-eul, gyeo-ul geurigo bomLR) | Kim Ki-duk      | Non candidato |
| 2005 | Brothers of War - Sotto due bandiere (태극기 휘날리며?, Taegeukgi hwinallimyeoLR)                                                        | Kang Je-gyu     | Non candidato |
| 2006 | Welcome to Dongmakgol (웰컴투 동막골?)                                                                                                   | Park Kwang-hyun | Non candidato |
| 2007 | Wang-ui namja (왕의 남자?) | Lee Joon-ik     | Non candidato |
| 2008 | Secret Sunshine (밀양?, Mir-yangLR) | Lee Chang-dong  | Non candidato |
| 2009 | Crossing (크로싱?, KeurosingLR) | Kim Tae-kyun    | Non candidato |
| 2010 | Madre (마더?, MadeoLR) | Bong Joon-ho    | Non candidato |
| 2011 | Maenbar-ui kkum (맨발의 꿈?) | Kim Tae-kyun    | Non candidato |
| 2012 | L'ultima battaglia - The Front Line (고지전?, GojijeonLR)                                                                                | Jang Hoon       | Non candidato |
| 2013 | Pietà (피에타?, Pi-etaLR) | Kim Ki-duk      | Non candidato |
| 2014 | Beomjoesonyeon (범죄소년?) | Kang Yi-kwan    | Non candidato |
| 2015 | Haemu (해무?) | Shim Sung-bo    | Non candidato |
| 2016 | Sado (사도?) | Lee Joon-ik     | Non candidato |
| 2017 | L'impero delle ombre (밀정?, MiljeongLR)                                                                                                 | Kim Jee-woon    | Non candidato |
| 2018 | A Taxi Driver (택시운전사?, Taeksi unjeonsaLR)                                                                                           | Jang Hoon       | Non candidato |
| 2019 | Burning - L'amore brucia (버닝?, BeoningLR)                                                                                              | Lee Chang-dong  | Short-list    |
| 2020 | Parasite (기생충?, GisaengchungLR) | Bong Joon-ho    | Vincitore     |
| 2021 | Namsan-ui bujangdeul (남산의 부장들?) | Woo Min-ho      | Non candidato |
| 2022 | Fuga da Mogadiscio (모가디슈?, MogadisyuLR)                                                                                              | Ryoo Seung-wan  | Non candidato |
| 2023 | Decision to Leave (헤어질 결심?, He-eojil gyeolsimLR)                                                                                    | Park Chan-wook  | Short-list    |
| 2024 | Concrete Utopia (콘크리트 유토피아?, Konkeuriteu yutopi-aLR)                                                                             | Um Tae-hwa      | Non candidato |
| 2025 | Seoul-ui bom (서울의 봄?) | Kim Sung-su     | Non candidato |

| Non candidato | Il film è stato proposto per la candidatura, ma non è stato selezionato dall'Academy of Motion Picture Arts and Sciences. |
| Short-list    | Il film è entrato nella "short-list" stilata a gennaio dei nove candidati per l'Oscar al miglior film straniero.          |
| Candidato     | Il film è entrato a far parte dei cinque candidati per l'Oscar al miglior film straniero.                                 |
| Vincitore     | Il film ha vinto l'Oscar al miglior film straniero.                                                                       |